# 가양도서관 (대전)
가양도서관은 대전광역시 동구 가양동 소재의 도서관이다.

## 연혁
- 2000년 3월 29일 대전광역시동구북부권도서관설립계획 수립
- 2000년 11월 30일 문화정보관행정기구설치조례 공포
- 2001년 10월 20일 문화정보관 개관
- 2001년 11월 9일 대전광역시동구문화정보관운영조례 공포
- 2009년 4월 6일 가양도서관으로 명칭 변경
- 2009년 9월 24일 어린이 영어도서관 개관

## 시설현황
- 2층: 어린이 영어도서관, 정보자료실, 우암방, 율곡방, 다산방
- 1층: 종합자료실, 어린이자료실, 사무실
- 지하1층: 식당, 매점/기계실

## 이용 안내
이용 시간
- 종합자료실: 평일 09:00 ~ 22:00 / 주말 09:00 ~ 18:00
- 어린이자료실, 정보자료실, 어린이영어도서관: 09:00 ~ 18:00

휴관일
- 정기휴관일 : 매주 월요일, 국경일
- 임시휴관일 : 기타 관장이 필요하다고 인정되는 경우